# Oxymacaria gratiosa
Oxymacaria gratiosa är en fjärilsart som beskrevs av Swinhoe 1902. Oxymacaria gratiosa ingår i släktet Oxymacaria och familjen mätare. Inga underarter finns listade i Catalogue of Life.